# 京都府道62号宇治木屋線
京都府道62号宇治木屋線（きょうとふどう62ごう うじこやせん）は、京都府宇治市宇治橋西詰交点を起点に相楽郡和束町木屋立花に至る主要地方道（京都府道）である。

## 概要

### 路線データ
- 起点：宇治市宇治妙楽（宇治橋西詰交差点）
- 終点：相楽郡和束町木屋立花

## 歴史
- 1959年（昭和34年）12月18日 - 京都府が一般府道宇治木屋線を認定。
- 1976年（昭和51年）4月1日 - 建設省（現・国土交通省）が一般府道宇治木屋線を宇治木屋線として主要地方道へ指定。
- 1977年（昭和52年）6月9日 - 京都府が一般府道宇治木屋線を主要地方道宇治木屋線へ認定変更（整理番号 - 主要地方道62号）。
- 1993年（平成5年）5月11日 - 建設省から、主要府道宇治木屋線が宇治木屋線として主要地方道に再指定される[1]。
- 2011年（平成23年）8月10日 - 宇治田原町南と同町郷之口の国道307号を結ぶ南バイパスが開通。総事業費は約23億円[要出典]。
- 2025年（令和7年）2月24日 - 鷲峰山トンネル (2,953 m) を含む綴喜郡宇治田原町南 - 相楽郡和束町別所 (3.6 km) が開通する[2]。

## 路線状況
国道307号以北
京都府道3号大津南郷宇治線との重複区間は、宇治川に沿う急カーブの多い2車線。落石による道路工事が多い。単独区間は急カーブがあるものの、路肩に余裕のある2車線の道路である。
国道307号以南
国道307号の近辺と京都府道5号木津信楽線交点の前後のみ道路改良されている。その他は急勾配と、すれ違いが難しい所もある1車線の道路であるが、交通量は意外と多いので通行には注意を要する。未改良区間には該当区間のトンネル化を求める横断幕が掲げられていた。未改良区間のうち宇治田原町と和束町との間の犬打峠は、トンネルにより改良された（2017年（平成29年）度事業化。2025年（令和7年）2月24日開通）。

### 重複区間
- 京都府道3号大津南郷宇治線（宇治市宇治妙楽・宇治橋西詰交差点 - 京都府綴喜郡宇治田原町郷之口末山・宇治田原町宵待橋）
- 国道307号（綴喜郡宇治田原町郷之口中島 - 綴喜郡宇治田原町郷之口池ノ首）

### バイパス

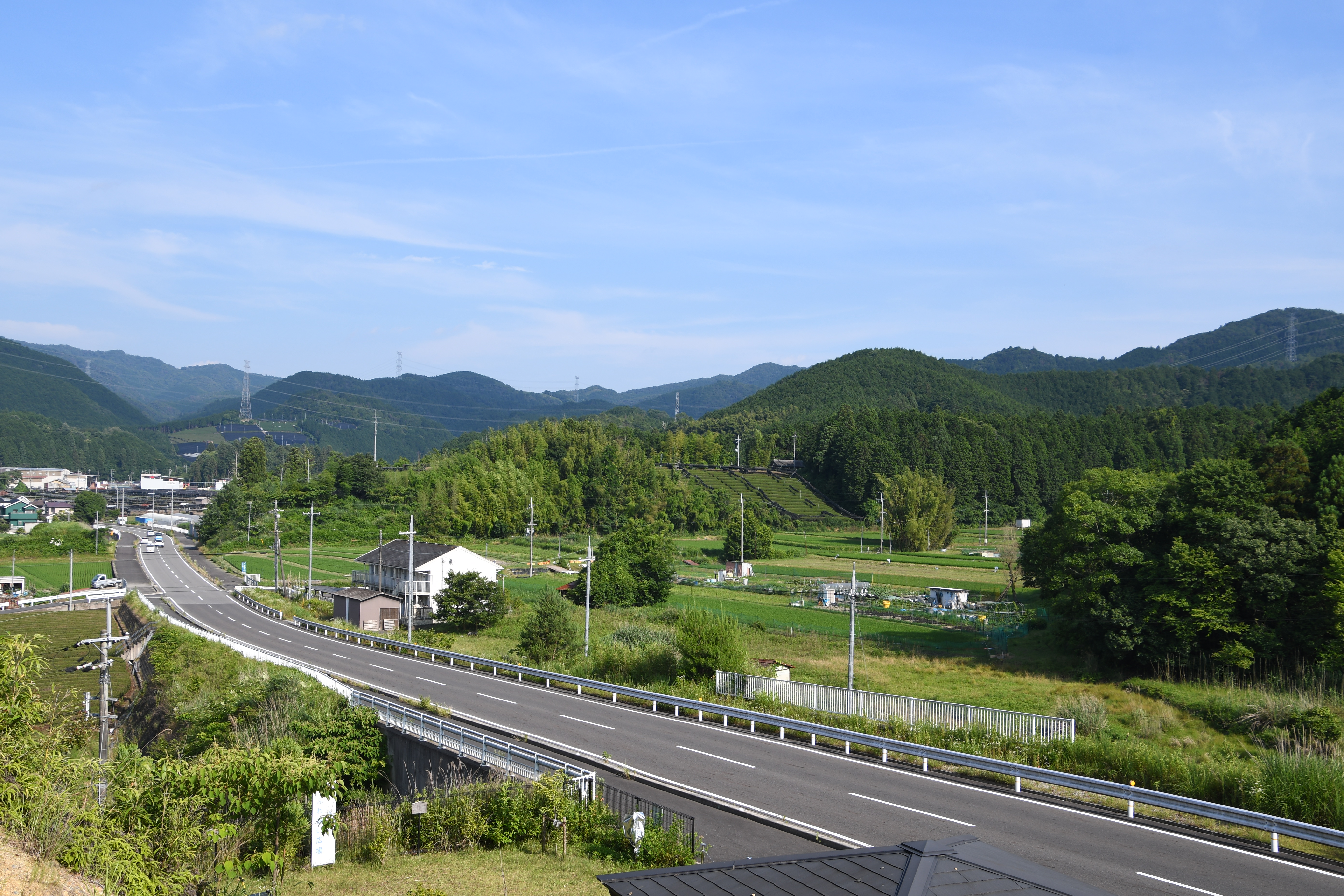
南バイパス(2018年6月撮影)

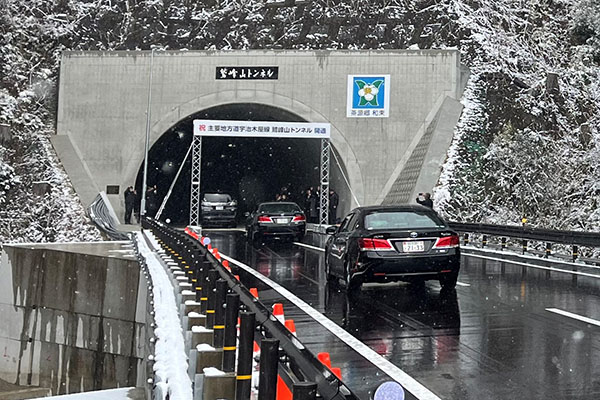
鷲峰山トンネル通り初めの様子（2025年2月24日）

- 南バイパス・都市計画道路宇治田原山手線： 国道307号のバイパスとして計画されている[4]。宇治田原町郷之口池ノ首（国道307号）から南栗所まで（延長1.8 km）（旧道は、国道307号「郷之口下町」の交差点を東へ、「田原小学校前」の交差点を南へ（ここまで国道307号との重複区間）、集落内を通って南進し、魚定本店の角を東へ、犬打川沿いに南へ、南栗所で現道に合流）宇治田原山手線の続きの南栗所から東へ直進して 令和2年に移転した宇治田原町役場に向かう道も現在は府道62号として指定されている。
- 宇治田原町南から和束町別所まで（犬打峠）（延長3.6 km）うちトンネル部は2953 mで、2023年（令和5年）8月に貫通し、「鷲峰山トンネル」（じゅうぶざんトンネル）と命名された[5]。総事業費122億円。事業期間は2017年（平成29年）度から2024年（令和6年）度[3]。これまで、新名神高速道路の宇治田原インターチェンジの開通に合わせて開通を目指すとされてきたが、新名神高速道路の開通が延期されたため、先行して開通。トンネルは自転車および歩行者は通行止となっている。
- 和束町別所奥田から南下河原まで（京都府道5号木津信楽線交点の前後）

## 地理

### 通過する自治体
- 宇治市
- 綴喜郡宇治田原町
- 相楽郡和束町

### 交差する道路

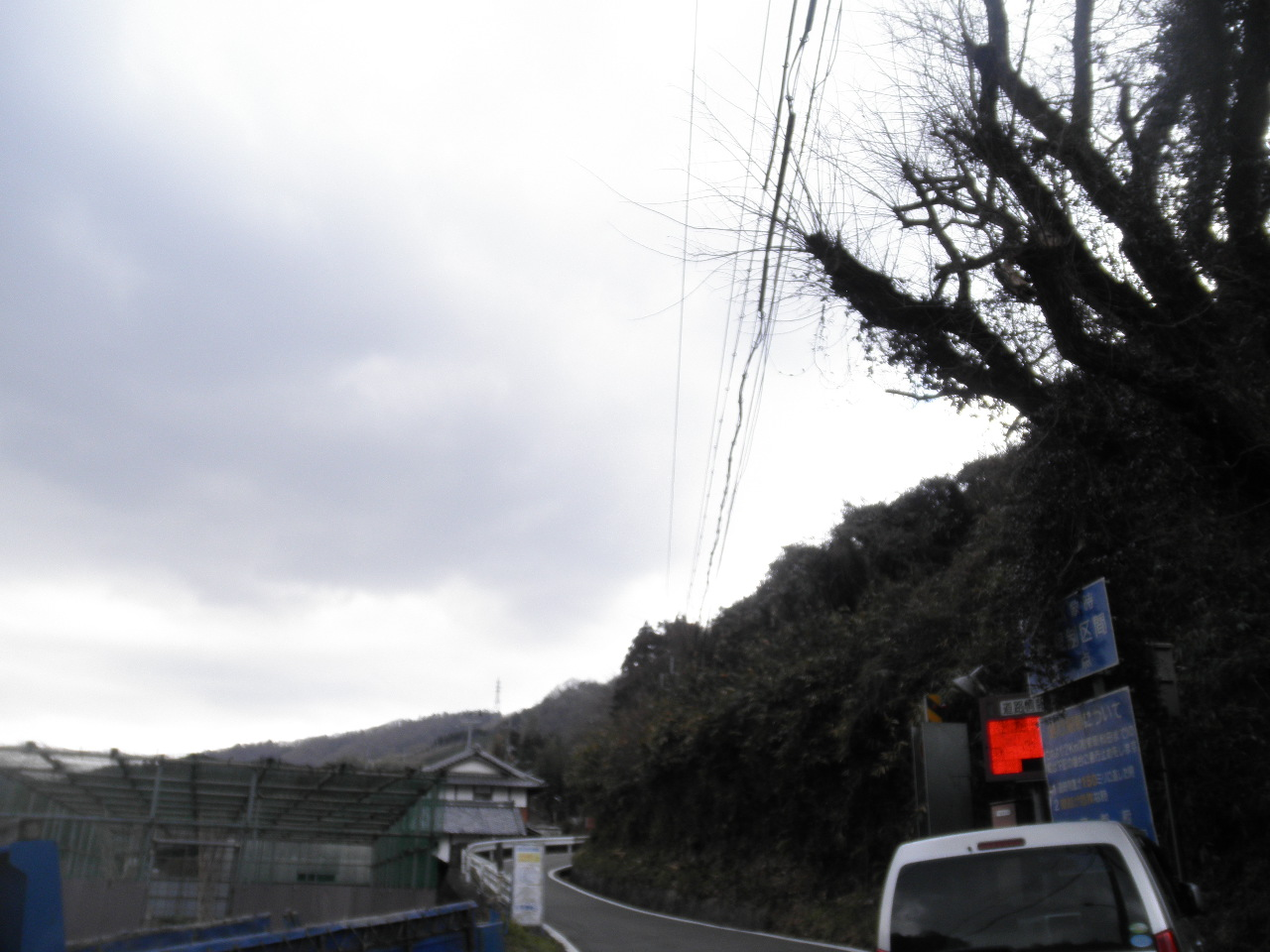
終点付近
相楽郡和束町木屋字立花で撮影

- 京都府道7号京都宇治線・京都府道15号宇治淀線・京都府道241号向島宇治線・京都府道248号平等院線（京都府宇治市宇治妙楽・宇治橋西詰交差点、起点）
- 京都府道3号大津南郷宇治線（京都府綴喜郡宇治田原町郷之口末山）
- 国道307号（綴喜郡宇治田原町郷之口中島）
- 国道307号（綴喜郡宇治田原町郷之口池ノ首）
- 京都府道321号和束井手線（相楽郡和束町白栖大狭間）
- 京都府道5号木津信楽線（相楽郡和束町南下河原）
- 国道163号 伊賀街道 / 笠置街道（相楽郡和束町木屋立花、終点）

### 沿線にある施設など
- 宇治田原町立田原小学校
- 京都銀行 宇治田原支店
- 御栗栖神社
- 鷲峰山金胎寺（犬打峠からの林道経由）
- 相楽和束観世音菩薩
- 和束町立東保育所
- 和束町役場
- 京都中央信用金庫 和束支店
- 熊野神社